# Молино Саломоне (Л'Аквила)
Молино Саломоне (итал. Molino Salomone) је насеље у Италији у округу Л'Аквила, региону Абруцо.
Према процени из 2011. у насељу је живело 62 становника. Насеље се налази на надморској висини од 755 м.